# ハンバー・ピッグ装甲車
ハンバー・ピッグ装甲車(はんばーぴっぐそうこうしゃ)は、1950年代から1990年代までイギリス陸軍によって使われた重装甲トラックである。
この車両は1960年代後期と1970年代初期の短い期間、王立アルスター警察隊（RUC）によっても使用された。RUCは、彼らのハンバー・ピッグを、NATOグリーンよりはアドミラルグレーで塗装した。北アイルランド問題が最も悪化した期間、北アイルランドの通りではその治安維持の存在感から特によく知られた。

## 概要

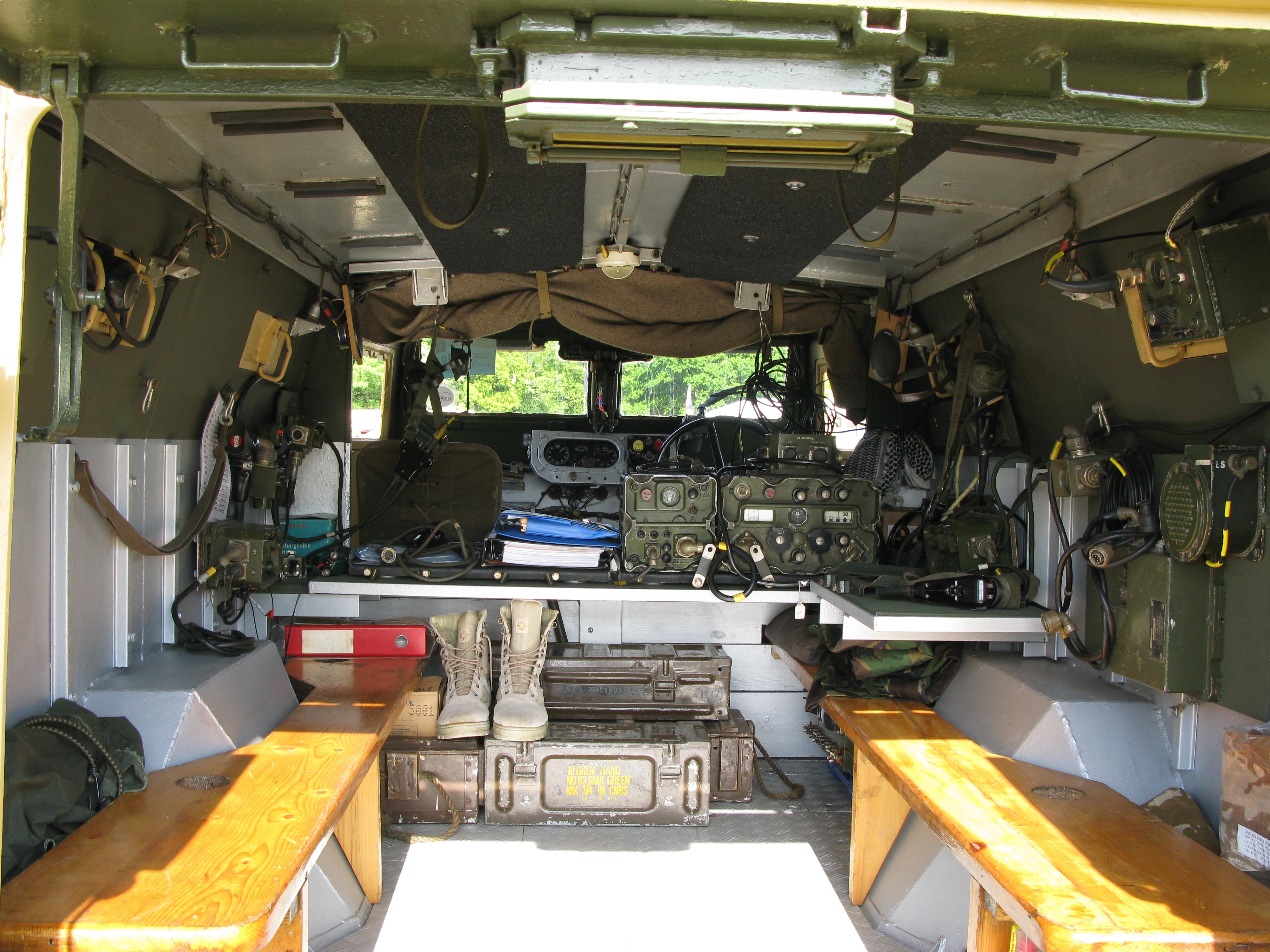
ハンバーピッグの内装

1950年代にイギリス軍で採用されたアルヴィス・サラセン装甲兵員輸送車は、優秀な車両ではあったが、各部隊にいきわたるほど大量生産するには高価で複雑すぎた。そこで、当時ハンバー/ルーツ社が生産していた1tトラック（FV1600シリーズ）のシャーシをベースにした、別の装輪装甲車を生産することが決定された。
原型となった1tトラックは、当時としては非常に優れた不整地走破性能を有していた。これに完全独立サスペンションと耐水機構、装甲車体を搭載して完成したのが「ハンバー・ピッグ」である。
車体は全溶接加工で、エンジンは前部にあり、前方に運転手と車長が着座する。後部は兵員区画で、6名の兵員が向かい合わせに着座し、乗降は後部の両開き式ハッチから行った。左右2か所と後部ハッチにはガンポートが設けられていたが、兵員の配置上非常に使いにくかったと言われる。戦車と共に行動するような車両ではなく、戦場後方まで兵員を輸送するのが役目で、兵員は降車し徒歩戦闘に移る想定であった。
特注の装甲車両の全車が届けられるまで、当初間に合わせとして設計されたものだった。1960年代にFV432装甲車の大量配備が始まると、ハンバー・ピッグは売却されるか、あるいは郷土防衛隊に回されたり予備役として保管された。
しかし、北アイルランドの状況が悪化したため、本車は国内の治安維持任務用として任務に復帰した。運用する兵員にとっては欠点の多い車両だったが、障害物撤去装置や放水銃を搭載したものなど、さまざまな特殊車両も開発され、最終的に1990年代後半にサクソン装甲車に交代されるまで就役していた。
名前の由来はそのボンネットがブタの鼻に似ており、その走行する様子はいくぶん洗練に欠けたことからこのあだ名をつけられたとされる。これらの改修はハンバーピッグをこれまでに作られた最上級に攻撃的な外見を持つ軍用車両とし、また、北アイルランド問題の永続的なシンボルとして本車を残した。

## 派生型
総生産数：約1,700両
マーク 1

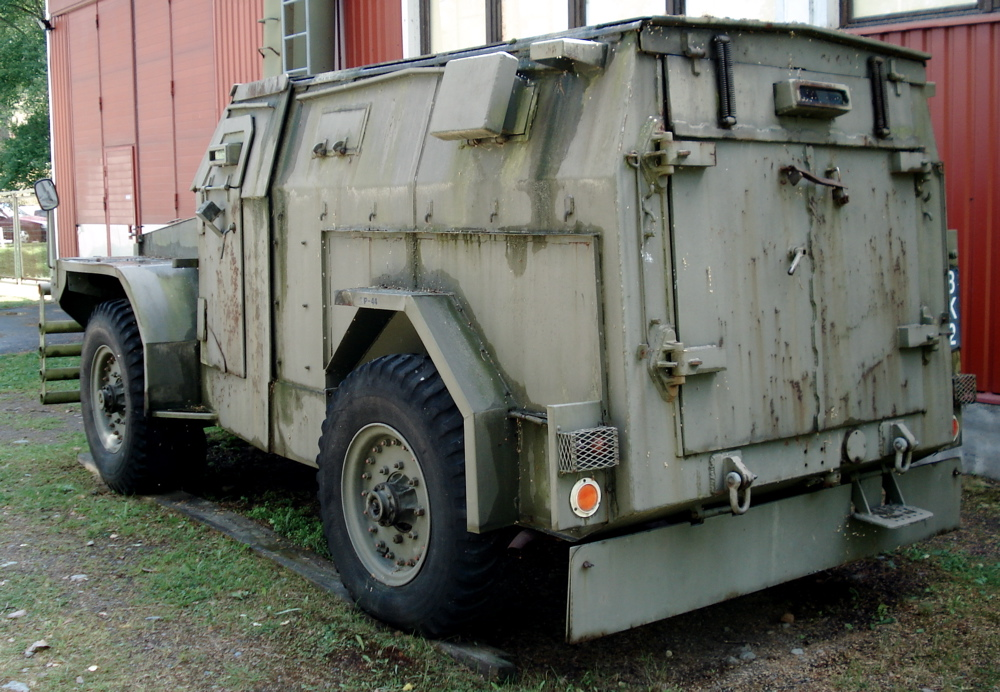

- FV1609、FV1611、FV1612として就役
- FV1609を改造した、マルカラ対戦車ミサイル搭載車ハンバー・ホーネット。

マーク 2
- FV1611、FV1612として就役
- 徹甲弾とロケット弾に対する防護のために追加装甲を施し、排障装置（特別頑丈な大型バー）を牽引した。これは本車に、道路に構築された障害物を強行突破して道を通りぬける手段をあたえた。

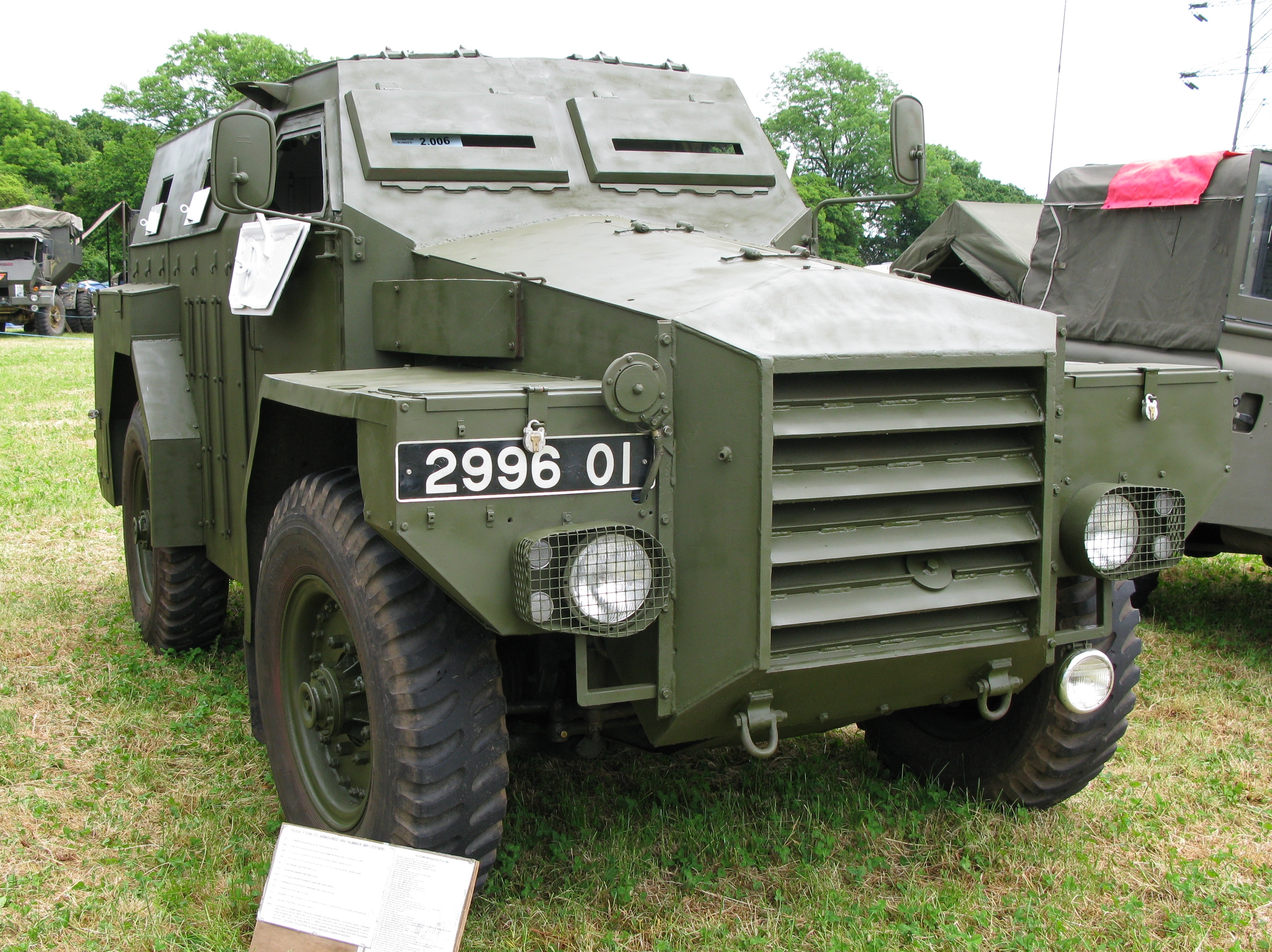
MK1にMK2の特徴を混合したハンバーピッグ

例外的にピッグと命名されたもの

すべてが北アイルランドで開発された。いくつかの車両には、ショートランド警備車両から機関銃塔が移設された。
フライングピッグ
通常の車両の両側面と天井に暴動用の金網を張ったもの。
ホーリーピッグ
天井のハッチをアクリル樹脂のスクリーンで囲ったもの。(パパモビル)
クレムリンピッグ
ロケット弾に対する防護のためにワイヤーを展開したもの。(RPG-7)
スカートピッグ
操縦席のそばに暴徒鎮圧用の放水器を装備したもの。
フォーミングピッグ
爆弾からの爆風を消すために発泡機を装備したもの。